# El Grande
El Grande er et brætspil for 2-5 spillere,  designet af Wolfgang Kramer og Richard Ulrich, og udgivet første gang i 1995 af Hans im Glück på tysk, af Rio Grande Games på engelsk, og af 999 Games på nederlandsk. Spillet blev Årets Voksenspil i Danmark i 1997.
Spilbrættet repræsenterer Spanien i renæssancetiden, hvor adelen (El Grandes) kæmper om magten over de ni regioner.